# 親征
親征（しんせい）は、本来は漢語で「親ら 征く」こと、すなわち天子が自ら遠征に出ることを言い、一般には、皇帝、天皇、王などの君主が、自ら軍の指揮を執り戦争に出ることを広く指す。

## 概説
現代においてもイギリスがそうであるように、古今の君主制を取る国家の多くでは、軍隊の最高指揮権（統帥権）は君主が保持しているため、君主が自ら出征する例は歴史上では決して珍しい現象ではない。しかし、専制君主の確立や中央政府の官僚機構の発達の結果、君主が常に首都の宮廷にあることが前提となり、親征の機会は稀となる。
数百年ごとに王朝が交代してきた中国では、王朝の創始者である初代皇帝は旧王朝に仕える軍人や軍閥の首領である例が多く、王朝の草創期には君主が自ら軍隊の指揮を執って権力確立のための戦争に赴くことがしばしばあった。王朝の支配が確立しもっぱら戦争の相手が遠隔地の異民族などになると、遠征軍の指揮権は軍人に委ねられ、皇帝は首都に留まって遠征の指示のみを下すようになる傾向が見られる。そのため、かえって親征を行った皇帝の名が特筆して知られる。
19世紀には参謀制度など近代軍隊の諸制度が最終的に確立し、軍人の職業化・専門化は高度に進行した。さらに非軍事的な内政面においても、とくに19世紀から20世紀以降にかけては立憲君主制・象徴君主制の普及と定着が著しく、君主個人が実権的な影響力を行使する機会は一部の国・地域を除いては稀になった。そのため、君主制を維持している国家であっても、専門の軍人ではない君主（ヨルダン現国王アブドゥッラー2世など少数の例外あり）が自ら出征することは、ほとんど見られなくなっている。

## 親征の例
- 古代マケドニア王国のアレクサンドロス大王の東方遠征
- ローマ帝国皇帝トラヤヌスのダキアやパルティアに対する遠征
- 7世紀の東ローマ帝国皇帝ヘラクレイオスの対サーサーン朝遠征
- 東ローマ帝国皇帝ヨハネス1世のキエフ大公国やサラセンに対する遠征
- フリードリヒ1世、リチャード1世、フィリップ2世、フリードリヒ2世、ルイ9世などの十字軍参加
- オスマン帝国のメフメト2世のコンスタンティノポリス攻略
- オスマン帝国のスレイマン1世の第一次ウィーン包囲、バグダード征服
- ポーランド王ヤン3世ソビエスキの第二次ウィーン包囲など
- スウェーデン王グスタフ・アドルフの三十年戦争など
- スウェーデン王カール10世の北方戦争（カール・グスタフ戦争など）
- スウェーデン王カール12世の大北方戦争
- 蜀の劉備の呉への親征（夷陵の戦い）
- 魏の曹丕の呉への親征（濡須口の戦い）
- 前秦の苻堅の東晋への親征（淝水の戦い）
- 遼の太宗の後唐と後晋に対する遠征
- 北宋の太宗の燕雲十六州への親征
- 遼の聖宗の高麗に対する遠征（契丹の高麗侵攻）
- 明の永楽帝のタタールとオイラトに対する遠征
- 明の英宗のオイラトに対する親征
- 清の太宗の朝鮮に対する遠征（丙子の乱）
- 清の康熙帝のジュンガルに対するモンゴル高原への遠征
- フリードリヒ2世のオーストリア継承戦争、七年戦争
- ナポレオン・ボナパルトによるナポレオン戦争
- ナポレオン3世のイタリア独立戦争や普仏戦争
- ウィルヘルム1世の普墺戦争
- ブラジル皇帝ペドロ2世のパラグアイ戦争
- ベルギー国王アルベール1世の第一次世界大戦
- ヨルダン国王アブドゥッラー2世のテロ組織ISIL空爆参加
  - このほかにも、たとえば中国史では王朝の開祖による親征の例が多数存在する。